# Caecilia antioquiaensis
Caecilia antioquiaensis (Taylor, 1968) è un anfibio della famiglia Caeciliidae.

## Distribuzione e habitat
La specie è endemica in Colombia, dove occupa vari habitat umidi, tropicali o subtropicali.